# Ferdinandea aeneicolor
Ferdinandea aeneicolor är en tvåvingeart som beskrevs av Shannon 1924. Ferdinandea aeneicolor ingår i släktet guldblomflugor, och familjen blomflugor. Inga underarter finns listade i Catalogue of Life.